# Oradour (Charente)
Oradour és un municipi francès situat al departament del Charente i a la regió de la Nova Aquitània. L'any 2007 tenia 204 habitants.

## Demografia

### Població
El 2007 la població de fet d'Oradour era de 204 persones. Hi havia 96 famílies de les quals 20 eren unipersonals (12 homes vivint sols i 8 dones vivint soles), 52 parelles sense fills i 24 parelles amb fills.
La població ha evolucionat segons el següent gràfic:
Habitants censats

### Habitatges
El 2007 hi havia 136 habitatges, 91 eren l'habitatge principal de la família, 30 eren segones residències i 15 estaven desocupats. 134 eren cases i 2 eren apartaments. Dels 91 habitatges principals, 76 estaven ocupats pels seus propietaris, 13 estaven llogats i ocupats pels llogaters i 2 estaven cedits a títol gratuït; 1 tenia una cambra, 3 en tenien dues, 12 en tenien tres, 19 en tenien quatre i 56 en tenien cinc o més. 78 habitatges disposaven pel capbaix d'una plaça de pàrquing. A 49 habitatges hi havia un automòbil i a 35 n'hi havia dos o més.

### Piràmide de població
La piràmide de població per edats i sexe el 2009 era:
| Homes | Edats   | Dones |
| ----- | ------- | ----- |
| 0     | 95 o +  | 0     |
| 0     | 90 a 94 | 0     |
| 0     | 85 a 89 | 8     |
| 4     | 80 a 84 | 0     |
| 4     | 75 a 79 | 4     |
| 4     | 70 a 74 | 8     |
| 12    | 65 a 69 | 8     |
| 4     | 60 a 64 | 4     |
| 4     | 55 a 59 | 16    |
| 8     | 50 a 54 | 12    |
| 4     | 45 a 49 | 8     |
| 8     | 40 a 44 | 0     |
| 8     | 35 a 39 | 4     |
| 0     | 30 a 34 | 4     |
| 0     | 25 a 29 | 4     |
| 0     | 20 a 24 | 4     |
| 12    | 15 a 19 | 0     |
| 8     | 10 a 14 | 16    |
| 0     | 5 a 9   | 4     |
| 0     | 0 a 4   | 0     |

## Economia
El 2007 la població en edat de treballar era de 123 persones, 85 eren actives i 38 eren inactives. De les 85 persones actives 75 estaven ocupades (44 homes i 31 dones) i 10 estaven aturades (5 homes i 5 dones). De les 38 persones inactives 15 estaven jubilades, 8 estaven estudiant i 15 estaven classificades com a «altres inactius».

### Ingressos
El 2009 a Oradour hi havia 91 unitats fiscals que integraven 215 persones, la mediana anual d'ingressos fiscals per persona era de 15.231 €.

### Activitats econòmiques
Dels 5  establiments que hi havia el 2007, 1 era d'una empresa de construcció, 3 d'empreses de comerç i reparació d'automòbils i 1 d'una entitat de l'administració pública.
L'únic servei als particulars que hi havia el 2009 era un guixaire pintor.
L'any 2000 a Oradour hi havia 20 explotacions agrícoles que ocupaven un total de 990 hectàrees.

## Poblacions més properes
El següent diagrama mostra les poblacions més properes.